# Internationale Filmfestspiele Berlin 1987
Die Internationalen Filmfestspiele Berlin 1987 fanden vom 20. Februar bis zum 3. März 1987 statt.
Die Berlinale stand im Zeichen von Glasnost. Die Politik von Michail Gorbatschow ermöglichte es, dass Filme, die bisher im so genannten Giftschrank lagerten und nicht gezeigt werden durften, in Berlin ein erstes internationales Forum fanden. Elem Klimows Abschied von Matjora wurde in einer Sonderaufführung gezeigt. Gleb Panfilows Film Das Thema aus dem Jahre 1979 lief sogar im Wettbewerb und gewann schließlich den Goldenen Bären. In allen Sektionen der Berlinale liefen so genannte sowjetische „Tresorfilme“.

## Wettbewerb
Folgende Filme waren Teilnehmer am Wettbewerb der Berlinale 1987:
| Filmtitel                 | Regisseur         | Produktionsland          | Darsteller (Auswahl)                                       |
| Die Affäre Aldo Moro      | Giuseppe Ferrara  | Italien                  | Gian Maria Volontè                                         |
| Gottes vergessene Kinder  | Randa Haines      | USA                      | William Hurt, Marlee Matlin, Piper Laurie                  |
| Gramvolle Gefühllosigkeit | Alexander Sokurow | Sowjetunion              |                                                            |
| Das Jahr der Aufklärung   | Fernando Trueba   | Spanien                  |                                                            |
| Masken                    | Claude Chabrol    | Frankreich               | Philippe Noiret                                            |
| Das Meer und das Gift     | Kei Kumai         | Japan                    | Eiji Okuda, Ken Watanabe, Takahiro Tamura                  |
| Nacht, Mutter             | Tom Moore         | USA                      | Sissy Spacek, Anne Bancroft                                |
| Die Nacht ist jung        | Leos Carax        | Frankreich               | Michel Piccoli, Juliette Binoche, Denis Lavant             |
| Nur aus Liebe             | Stephen Wallace   | Australien               | Sam Neill                                                  |
| Platoon                   | Oliver Stone      | USA                      | Tom Berenger, Willem Dafoe, Charlie Sheen, Forest Whitaker |
| Rebellion der Rechtlosen  | Bill Douglas      | Großbritannien           | Vanessa Redgrave, Imelda Staunton                          |
| So viele Träume           | Heiner Carow      | DDR                      | Jutta Wachowiak, Dagmar Manzel                             |
| Tagebuch für meine Lieben | Márta Mészáros    | Ungarn                   |                                                            |
| Das Thema                 | Gleb Panfilow     | Sowjetunion              |                                                            |
| Der Tod des Empedokles    | Jean-Marie Straub | Frankreich, Deutschland  |                                                            |
| Vera                      | Sérgio Toledo     | Brasilien                | Ana Beatriz Nogueira                                       |
| Die Verliebten            | Jeanine Meerapfel | Deutschland, Jugoslawien | Barbara Sukowa                                             |
| Die Wolfsbaude            | Věra Chytilová    | Tschechoslowakei         |                                                            |
| Das Wunder des Papu       | Jean-Pierre Mocky | Frankreich               | Michel Serrault, Jean Poiret, Jeanne Moreau                |
| Zurück nach Griffin Creek | Yves Simoneau     | Kanada, Frankreich       | Steve Banner, Charlotte Valandrey                          |

## Internationale Jury
Präsident der Jury war in diesem Jahr der österreichische Schauspieler Klaus Maria Brandauer. Weitere Jury-Mitglieder: Juliet Berto (Frankreich), Kathleen Carrol (USA), Callisto Cosulich (Italien), Viktor Djomin (UdSSR), Reinhard Hauff (Deutschland), Edmund Luft (Deutschland), Jiří Menzel (Tschechoslowakei), Dan Pita (Rumänien), Paul Schrader (USA) und Antonio Skármeta (Chile).

## Preisträger
- Goldener Bär: Das Thema von Gleb Panfilow
- Silberne Bären:
  - Das Meer und das Gift (Spezialpreis der Jury)
  - Oliver Stone (beste Regie)
  - Ana Beatriz Nogueira (beste Darstellerin in Vera)
  - Gian Maria Volonté (bester Darsteller in Die Affäre Aldo Moro)
  - Márta Mészáros und Fernando Trueba (jeweils herausragende Einzelleistung)
  - Gottes vergessene Kinder (besondere künstlerische Leistung)
- Alfred-Bauer-Preis: Die Nacht ist jung – Regie: Leos Carax

## Weitere Preise
- Preis der Kinderjury (Kinderfilmfest): Henry von François Labonté
- FIPRESCI-Preis (Wettbewerb): Tema von Gleb Panfilow
- FIPRESCI-Preis (Forum): Die Ballade von der Axt von Witold Leszczyński und Die angezündete Laterne von Aghasi Ayvazyan
- Interfilm Award – Otto-Dibelius-Preis (Wettbewerb): Das Thema von Gleb Panfilow
- Interfilm Award – Otto-Dibelius-Preis (Forum): Die Ballade von der Axt von Witold Leszczyński
- UNICEF-Preis (Kinderfilmfest): Spiele für Kinder im schulpflichtigen Alter von Arvo Iho und Leida Laius
- Caligari-Filmpreis (Forum): Vorwärts, Armee Gottes! von Kazuo Hara
- Friedensfilmpreis der Heinrich-Böll-Stiftung: Joe Polowsky – Ein amerikanischer Träumer von Wolfgang Pfeiffer
- Preis der Leserjury der Berliner Morgenpost: Gottes vergessene Kinder von Randa Haines

## Teddy Award
Erstmals wurde in diesem Jahr der „Teddy Award“ verliehen. Die ersten Preisträger waren:
- bester Spielfilm: Das Gesetz der Begierde (La ley del deseo) – Regie: Pedro Almodóvar
- bester Kurzfilm: Five Ways to Kill Yourself und My New Friend – Regie: Gus Van Sant